# 朝鲜民主主义人民共和国足球协会
朝鮮民主主義人民共和國足球協會（韓語：조선민주주의인민공화국 축구 협회）是管治朝鮮民主主義人民共和國足球事務的組織，旗下管轄的賽事包括朝鲜足球甲级联赛、乙級聯賽和丙級聯賽。現任委員長為林景万。

## 外部連結
- 東亞足球總會 （页面存档备份，存于）
- 國際足協 （页面存档备份，存于）